# 世界ストリートファイト6人タッグ王座
世界ストリートファイト6人タッグ王座（せかいストリートファイトろくにんタッグおうざ）は、FMWが管理、認定していた王座。

## 歴史
1995年5月5日、大仁田厚の引退により、始まった「新生FMW」と呼ばれたデスマッチ路線を展開して、FMWでW★INGを中心に続けられたデスマッチ路線の軸になった王座である。
1996年、世界ストリートファイト6人タッグ王座を創設。5月5日、FMW川崎球場大会で行われた初代王座決定戦に勝利したスーパー・レザー&ザ・ヘッドハンターズ（ヘッドハンターA&ヘッドハンターB）組が初代王者になった。
1998年11月、復帰した大仁田がFMWから追放された際、代表の荒井昌一が餞別代わりに大仁田へ世界ストリートファイト6人タッグ王座のチャンピオンベルトが譲渡された。
1999年5月、封印。12月26日、大仁田は自主興行「大仁田厚興行」で王座名をボブワイヤーストリートファイト6人タッグ王座に変更して活用していた。
2015年10月30日、超戦闘プロレスFMW桐生市民体育館大会で大仁田が王座名をFMW認定世界ストリートファイト6人タッグ王座に変更して復活させることを発表。
2016年10月27日、水道橋で超戦闘プロレスFMWの記者会見が行われて大仁田が初代タイガーマスクデビュー35周年の前祝いとして、11月24日の超戦闘プロレスFMW後楽園ホール大会のメインイベントで大仁田軍（大仁田、雷神矢口、保坂秀樹、Hi69）対タイガー軍（ブラック・タイガー（5代目）、ブラック・タイガーVII、グレート・タイガー、3代目タイガーマスク・ティグレ・エン・マスカラード）による対抗戦を発表した際、ブラック（5代目）と虎覆面男（自称初代タイガーの代理人）が乱入してブラックが「お前たちの6人タッグのベルトに、もう1本ベルトを加えて8人タッグ王座戦にしろ」の要求に、大仁田が受諾して王座名をFMW認定世界ストリートファイト8人タッグ王座に変更。

## 歴代王者

### 世界ストリートファイト6人タッグ王座
| 歴代   | タッグチーム                                                             | 獲得日付       | 獲得場所 （対戦相手・その他）                                             |
| ------ | ------------------------------------------------------------------------ | -------------- | ------------------------------------------------------------------------- |
| 初代   | スーパー・レザー&ザ・ヘッドハンターズ（ヘッドハンターA&ヘッドハンターB） | 1996年5月5日   | 川崎球場 大矢剛功&ザ・グラジエーター&ホーレス・ボウダー                   |
| 第2代  | 中川浩二&黒田哲広&田中正人                                               | 1996年6月28日  | 後楽園ホール                                                              |
| 第3代  | 大矢剛功&ザ・ヘッドハンターズ（ヘッドハンターA&ヘッドハンターB）         | 1996年11月16日 | 大阪府立臨海スポーツセンター                                              |
| 第4代  | 冬木弘道&邪道&外道                                                       | 1997年3月21日  | 宮城県スポーツセンター 1997年7月返上                                      |
| 第5代  | 大矢剛功&ミスター雁之助&ザ・グラジエーター                               | 1997年8月5日   | 札幌中島スポーツセンター 冬木弘道&邪道&外道                               |
| 第6代  | ハヤブサ&中川浩二&田中将斗                                               | 1997年8月31日  | 後楽園ホール                                                              |
| 第7代  | 大仁田厚&黒田哲広&非道                                                   | 1997年10月14日 | 札幌中島スポーツセンター                                                  |
| 第8代  | 大矢剛功&ハヤブサ&田中将斗                                               | 1997年12月20日 | 大阪府立臨海スポーツセンター                                              |
| 第9代  | 金村ゆきひろ&ミスター雁之助&邪道                                         | 1998年1月16日  | オーストラリア記念館                                                      |
| 第10代 | 大仁田厚&中川浩二&黒田哲広                                               | 1998年2月13日  | 千葉公園体育館                                                            |
| 第11代 | 冬木弘道&金村ゆきひろ&非道                                               | 1998年5月5日   | 和歌山マリーナシティホール 1998年6月返上                                  |
| 第12代 | 冬木弘道&金村ゆきひろ&中川浩二                                           | 1998年6月28日  | 南大沢マルチパーパスプラザ 大矢剛功&リッキー・フジ&ハヤブサ 1999年5月封印 |

### ボブワイヤーストリートファイト6人タッグ王座
| 歴代  | タッグチーム                       | 獲得日付       | 獲得場所 （対戦相手・その他）                 |
| ----- | ---------------------------------- | -------------- | --------------------------------------------- |
| 初代  | ミスター・ポーゴ&中牧昭二&矢口壹琅 | 1999年12月26日 | 神戸サンボーホール 大仁田厚&奥村茂雄&菊澤光信 |
| 第2代 | 大仁田厚&奥村茂雄&菊澤光信         | 2000年         | 日本                                          |

### FMW認定世界ストリートファイト6人タッグ王座
| 歴代  | タッグチーム                       | 防衛回数 | 獲得日付       | 獲得場所 （対戦相手・その他）             |
| ----- | ---------------------------------- | -------- | -------------- | ----------------------------------------- |
| 初代  | 大仁田厚&保坂秀樹&田中将斗         | 0        | 2015年12月22日 | 後楽園ホール 雷神矢口&橋本友彦&NOSAWA論外 |
| 第2代 | 雷神矢口&W★ING金村&橋本友彦        | 1        | 2016年1月24日  | 新木場1stRING                             |
| 第3代 | 雷神矢口&NOSAWA論外&サブゥー       | 0        | 2016年2月16日  | 水道橋 雷神矢口と橋本友彦が王者に認定     |
| 第4代 | 大仁田厚&保坂秀樹&ショーン・ギネス | 2        | 2016年2月26日  | 後楽園ホール 2016年9月空位                |

### FMW認定世界ストリートファイト8人タッグ王座
| 歴代 | タッグチーム | 防衛回数 | 獲得日付       | 獲得場所 （対戦相手・その他）                           |
| ---- | --- | -------- | -------------- | ------------------------------------------------------- |
| 初代 | ブラック・タイガー（5代目）&ブラック・タイガーVII&グレート・タイガー&3代目タイガーマスク・ティグレ・エン・マスカラード | 0        | 2016年11月24日 | 後楽園ホール 大仁田厚&雷神矢口&保坂秀樹&Hi69 2017年封印 |